# انتون لیسیوک
انتون لیسیوک (اوکراینی: Антон Лисюк؛ زادهٔ ۲۶ فوریهٔ ۱۹۸۷) بازیکن فوتبال اهل اوکراین است.
از باشگاه‌هایی که در آن بازی کرده‌است می‌توان به باشگاه فوتبال روبین کازان و باشگاه فوتبال قزل‌قوم زرافشان اشاره کرد.